# مقاسات الملابس

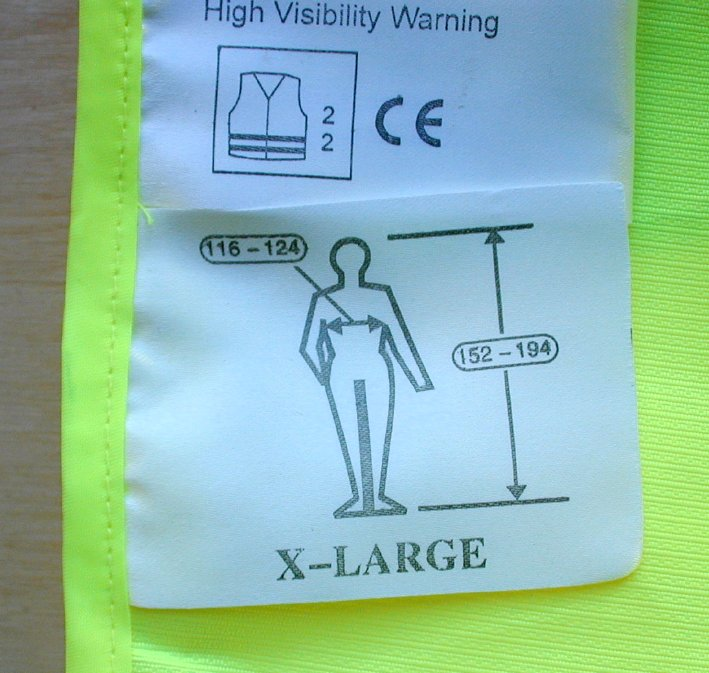

هناك أنظمة عديدة ومختلفة لقياس الملابس في جميع أنحاء العالم. في عالم الملابس، فإن مقاس الملابس يشير إلى مجموعة من الأبعاد والمقاييس للفساتين وغيرها من الملابس النسائية مثل الملابس العليا، والتنانير، والسراويل.

## أنواع المقاييس في الأحجام القياسية
هذه الأحجام القياسية تصف مجموعة من قياسات الجسم التي عادة ما ينظر إليها بشكل عام:
- قياسات الجذع الأفقية التي تشمل محيط الرقبة، وعرض الكتفين، محيط الصدر، محيط ما فوق الصدر، ونقطة فصل الصدر، محيط تحت الصدر (القفص الصدري)، ومحيط الخصر، ومحيط الورك العلوي ومحيط الورك السفلي.
- قياسات الجذع العمودية التي تشمل طول الظهر (خصر الرقبة)، وطول خصر الكتف (بسبب انحدار الكتف)، وطول محيط الخصر، وطولي الخصر والورك.
- قياسات الاكمام التي تشمل طول ما بين تحت ذراع والذراع، وطول الذراع، ومحيط المعصم ومحيط العضلة ذات الرأسين.

ومع ذلك، بسبب سهولة ثنى بعض الانسجة، هناك حاجة إلى عدد قليل نسبيا من القياسات للحصول على اللباس المناسب جيدا في معظم الأنماط.

## المعايير
هناك معايير إيزو عديدة تتعلق تعيين مقاسات الملابس.
- إيزو 3635 : 1981 تعيين مقاسات الملابس—التعاريف وإجراء قياسات الجسم
- إيزو 4416 : 1981 تعيين مقاسات الملابس—الملابس الداخلية للنساء والفتيات، ملابس نوم، ملابس المؤسسة والقمصان
- إيزو 5971 : 1981 تعيين مقاسات الملابس—كلسات
- إيزو 8559: 1989 مسح بناء الملابس والقياسات البشرية—أبعاد الجسم
- آيزو / تي آر 10652 : 1991 نظم قياس تحجيم الملابس

أنتج الاتحاد الأوروبية قياس إي أن 13402 ليحل مكان المعايير القائمة في الدول الأعضاء. وحتى الآن هذه ليست شائعة.
للمملكة المتحدة قائمة معيار للملابس النسائية بي أس 3666:1982، ولكن نادرا ما تتبعه الشركات المصنعة حيث أنها تحدد الأحجام من حيث قياسات الورك وتمثال نصفي فقط وضمن نطاق محدود. انظر الجدول الأحجام.
لم تكن لها أسماء قياسية محددة. على سبيل المثال، فأن مقاس اثنين من حجم 10 لفستانين من شركتين مختلفتين أو حتى من نفس الشركة قد يكونان مختلفين في الأبعاد بشكل صارخ، وكلاهما بالتأكيد أكبر من حجم 10 المحدد في معيار الولايات المتحدة.
تسعى مقياس إي أن 13402الأوروبية الموحدة الجديدة معالجة هذه المشكلة، لأنه هو مقياس مطلق وإلزامي، بينما لا يوجد مقاييسي إلزامية في الولايات المتحدة.

## المرأة
| الولايات المتحدة                      | 0  | 2  | 4  | 6  | 8  | 10 | 12 | 14 | 16 | 18 | 20 |
| اليابان                               | 3  | 5  | 7  | 9  | 11 | 13 | 15 | 17 | 19 | 21 | 23 |
| المملكة المتحدة والعائد على الاستثمار | 4  | 6  | 8  | 10 | 12 | 14 | 16 | 18 | 20 | 22 | 24 |
| فرنسا وإسبانيا والبرتغال              | 32 | 34 | 36 | 38 | 40 | 42 | 44 | 46 | 48 | 50 | 52 |
| ألمانيا والدول الإسكندنافية           | 30 | 32 | 34 | 36 | 38 | 40 | 42 | 44 | 46 | 48 | 50 |
| إيطاليا                               | 36 | 38 | 40 | 42 | 44 | 46 | 48 | 50 | 52 | 54 | 56 |

| الاتحاد الأوروبي | 40 | 42 | 44 | 46 | 48   | 50 |
| المملكة المتحدة  | 34 | 36 | 38 | 40 | مكان | 44 |
| الولايات المتحدة | 32 | 34 | 36 | 38 | 40   | 42 |

| الاتحاد الأوروبي | 28 | 30 | 32 | 34 | 36 | 38 | 40 | 42 |
| المملكة المتحدة  | 3  | 5  | 7  | 9  | 11 | 13 | 15 | 17 |
| الولايات المتحدة | 1  | 3  | 5  | 7  | 9  | 11 | 13 | 15 |

## الرجال
| الاتحاد الأوروبي                   | 46 | 48 | 50 | 52 | 54 | 56 | 58 | 60 | 62 |
| المملكة المتحدة / الولايات المتحدة | 38 | 40 | 42 | 44 | 46 | 48 | 50 | 52 | 54 |

| الاتحاد الأوروبي                   | 37      | 38 | 39      | 40   | مكان   | 42      | 43 |
| المملكة المتحدة / الولايات المتحدة | 14 ونصف | 15 | 15 ونصف | 15 ¾ | ربع 16 | 16 ونصف | 17 |

## الروابط الخارجية
- تحويلات الحجم الدولي للملابس والأحذية
- التحويل الدولي لمقاييس الحذاء
- الحجم المعاطف